# Manuel Fernández Arias
Manuel Fernández Arias (Marentes, 1919-Guingamp, 14 de febrero de 2011) fue un combatiente español del Regiment de Marche du Tchad (R.M.T.), unidad integrada en la División Leclerc, conocida por ser vanguardia de las tropas aliadas en la liberación de París durante la Segunda Guerra Mundial.

## Biografía
Nació en 1919 en Marentes, localidad perteneciente al concejo asturiano de Ibias. Alistado con 16 años en las fuerzas republicanas del Frente Norte es hecho prisionero al caer este frente, pasando por varios campos de concentración y realizando trabajos forzados hasta que puede huir a Francia, teniendo que alistarse allí en la Legión Extranjera Francesa, combatiendo en el Norte de África contra el Afrika Korps tras los desembarcos aliados de 1942, siendo herido en combate por primera vez. Enrolado posteriormente en el Regiment de Marche du Tchad (R.M.T.) de la 2.ª División Blindada del general Philippe Leclerc, tras el desembarco de Normandía, combate en la liberación de la Francia continental. Cayó gravemente herido en combate días antes de la entrada de la unidad en París en agosto de 1944, no pudiendo disfrutar de la victoria como otros de sus compañeros de armas. Convaleciente durante el resto del conflicto, finalmente fue considerado "gran invalido de guerra", quedándose a vivir en Francia donde se casó. Durante sus últimos años realizó regulares visitas a su tierra natal en la que fue, final y públicamente reconocido y galardonado por su trayectoria vital.
Falleció en febrero de 2011 en el hospital de la ciudad bretona de Guingamp.

## Reconocimientos
- Cruz de Guerra[5]
- Caballero de la Legión de Honor[5]
- Medalla de Plata del Principado de Asturias (2004)[2]
- Medalla Grand Vermeil de la Villa de París.[1]